# جریان آزور

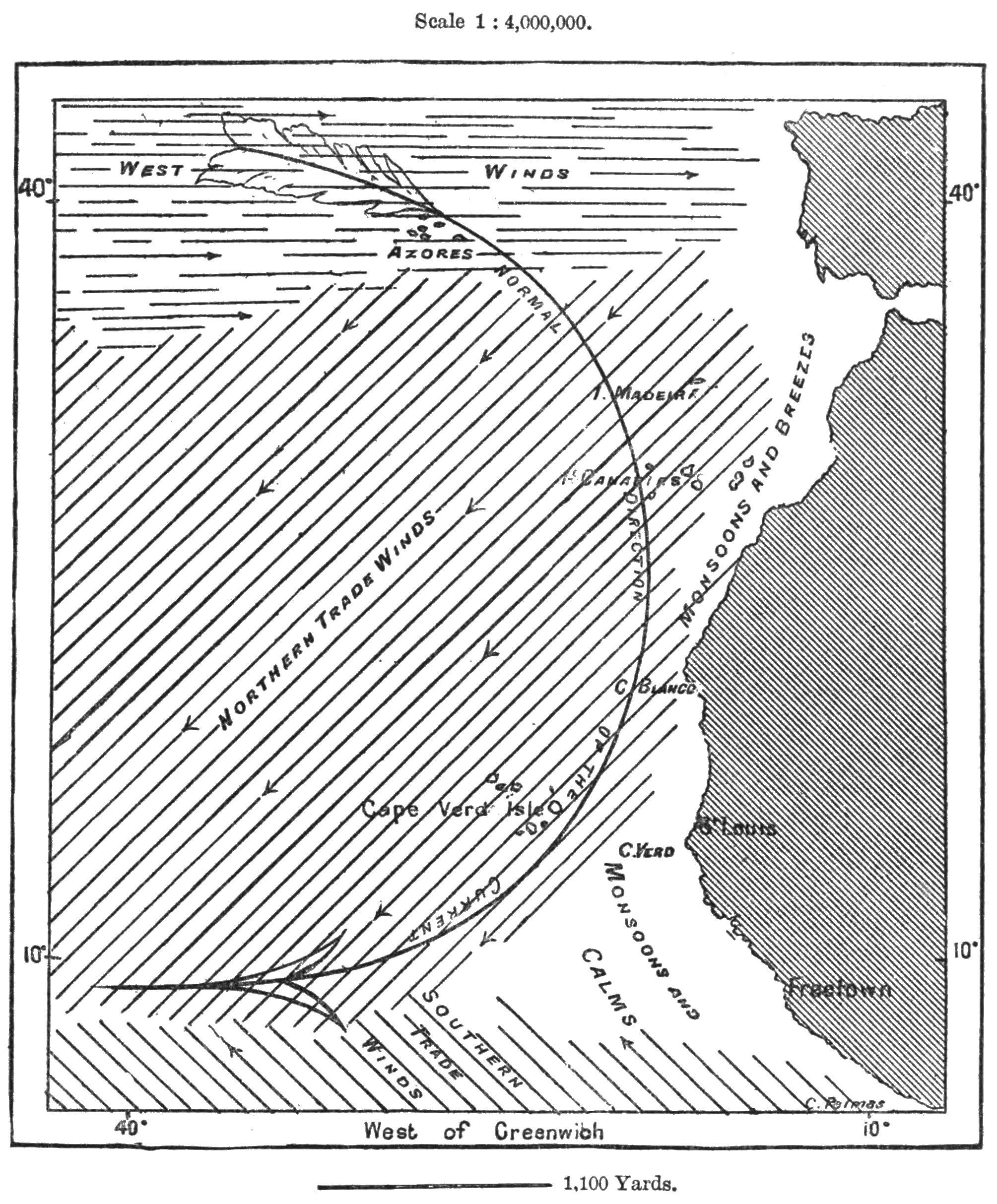
نقشه جریان آزور در اقیانوس اطلس

جریان آزور (انگلیسی: Azores Current) یک جریان اقیانوسی در اقیانوس اطلس شمالی است که جهت آن معمولاً شرقی و جنوب شرقی است. این جریان از نزدیکی پشته‌های بزرگ نیوفاندلند، جایی که جریان گلف استریم به دو شاخه تقسیم می‌شود، منشأ می‌گیرد. شاخه شمالی جریان اطلس شمالی و شاخه جنوبی جریان آزور را پدید می‌آورند.
پژوهش‌های اخیر نشان می‌دهد که خروج آب شور از دریای مدیترانه در تقویت جریان آزور نقش دارد.